# Eric Roth
Eric Roth (New York, 22 marzo 1945) è uno sceneggiatore statunitense.
Nel corso della sua carriera è stato candidato sei volte all'Oscar alla migliore sceneggiatura non originale, vincendolo nel 1995 per Forrest Gump.

## Biografia
Eric Roth nasce nel 1945 a New York, da genitori ebrei americani, entrambi insegnanti universitari e produttori cinematografici. È cresciuto nel quartiere Bedford-Stuyvesant di Brooklyn. Da giovane, scrive brevi pezzi per alcune riviste cittadine e studia all'Università della California - Santa Barbara, laureandosi nel 1966. Dirige alcuni cortometraggi sperimentali della scena indipendente newyorkese di fine anni sessanta, per poi trasferirsi a Los Angeles nel 1972 per studiare cinema e televisione all'UCLA.

### Carriera
Esordisce nel mondo del cinema a metà degli anni settanta, firmando la sceneggiatura di film polizieschi come Il mediatore e catastrofici come Airport '80. Nel 1992 crea per Fox la serie televisiva The Heights, cancellata dopo una sola stagione.
Raggiunge la notorietà nel 1995, vincendo l'Oscar alla migliore sceneggiatura non originale per il film di Robert Zemeckis Forrest Gump, che aveva adattato a partire dal romanzo omonimo di Winston Groom. Nel 1997 riceve assieme al collega Brian Helgeland un Razzie Award alla peggior sceneggiatura per il film L'uomo del giorno dopo. Dopo aver sceneggiato l'anno seguente L'uomo che sussurrava ai cavalli di Robert Redford, nel 2000 Roth viene candidato una seconda volta all'Oscar per la sceneggiatura di Insider - Dietro la verità, scritta assieme al regista Michael Mann. Lo stesso anno, collabora nuovamente con Mann nel film Alì.
Nel 2005 scrive con Tony Kushner il film di Steven Spielberg Munich, venendo nuovamente candidato all'Oscar. L'anno seguente, la sua sceneggiatura di spionaggio The Good Shepherd, che aveva scritto nel 1994, viene adattata per il cinema da Robert De Niro in The Good Shepherd - L'ombra del potere. Nel 2008 sceneggia assieme a Robin Swicord Il curioso caso di Benjamin Button di David Fincher, che ha definito «il mio film più personale», avendo perduto entrambi i genitori durante la scrittura del film. Il film gli vale la sua quarta candidatura all'Oscar.
Nel 2011, scrive il film drammatico Molto forte, incredibilmente vicino, adattando l'omonimo romanzo di Jonathan Safran Foer. Come produttore esecutivo della serie televisiva di Netflix House of Cards - Gli intrighi del potere, ottiene ogni anno dal 2013 fino al 2017 una candidatura ai premi Emmy per la miglior serie drammatica. Nel 2018 sceneggia assieme a Will Fetters e al regista Bradley Cooper il remake di È nata una stella, ottenendo la sua quinta candidatura all'Oscar.

### Vita privata
È stato sposato dal 1967 fino al 1986 con l'archeologa e antropologa Linda Roth, da cui ha avuto una figlia, la documentarista Vanessa Roth, vincitrice nel 2008 dell'Oscar al miglior cortometraggio documentario per Freeheld. È stato sposato con la produttrice cinematografica Debra Greenfield dal 1987 fino al 2018.

## Filmografia

### Sceneggiatore

#### Cinema
- To Catch a Pebble, regia di James F. Collier (1970)
- Il mediatore (The Nickel Ride), regia di Robert Mulligan (1974)
- Detective Harper: acqua alla gola (The Drowning Pool), regia di Stuart Rosenberg (1975) – non accreditato
- Airport '80 (The Concorde ... Airport '79), regia di David Lowell Rich (1979)
- Il campo di cipolle (The Onion Field), regia di Harold Becker (1979) – non accreditato
- Wolfen, la belva immortale (Wolfen), regia di Michael Wadleigh (1981) – non accreditato
- Suspect - Presunto colpevole (Suspect), regia di Peter Yates (1987)
- Alla scoperta di papà (Memories of Me), regia di Henry Winkler (1988)
- Mr. Jones, regia di Mike Figgis (1993)
- Forrest Gump, regia di Robert Zemeckis (1994)
- L'uomo del giorno dopo (The Postman), regia di Kevin Costner (1997)
- L'uomo che sussurrava ai cavalli (The Horse Whisperer), regia di Robert Redford (1998)
- Insider - Dietro la verità (The Insider), regia di Michael Mann (1999)
- Alì, regia di Michael Mann (2001)
- Munich, regia di Steven Spielberg (2005)
- The Good Shepherd - L'ombra del potere (The Good Shepherd), regia di Robert De Niro (2006)
- Le regole del gioco (Lucky You), regia di Curtis Hanson (2007)
- Il curioso caso di Benjamin Button (The Curious Case of Benjamin Button), regia di David Fincher (2008)
- Molto forte, incredibilmente vicino (Extremely Loud & Incredibly Close), regia di Stephen Daldry (2011)
- Ellis, regia di JR – cortometraggio (2015)
- A Star Is Born, regia di Bradley Cooper (2018)
- Dune, regia di Denis Villeneuve (2021)
- Killers of the Flower Moon, regia di Martin Scorsese (2023)
- Here, regia di Robert Zemeckis (2024)

#### Televisione
- The Strangers in 7A, regia di Paul Wendkos – film TV (1972)
- Jane's House, regia di Glenn Jordan – film TV (1994)
- Luck – serie TV, episodio 1x09 (2012)

### Produttore
- House of Cards - Gli intrighi del potere (House of Cards) – serie TV, 52 episodi (2013-2016)
- Berlin Station – serie TV, 20 episodi (2016-2018)
- L'alienista (The Alienist) – serie TV, 10 episodi (2018)
- Mank, regia di David Fincher (2020)

## Riconoscimenti
- Premio Oscar
  - 1995 – Migliore sceneggiatura non originale per Forrest Gump
  - 2000 – Candidatura alla migliore sceneggiatura non originale per Insider – Dietro la verità
  - 2006 – Candidatura alla migliore sceneggiatura non originale per Munich
  - 2009 – Candidatura alla migliore sceneggiatura non originale per Il curioso caso di Benjamin Button
  - 2019 – Candidatura alla migliore sceneggiatura non originale per A Star Is Born
  - 2021 – Candidatura al miglior film per Mank
  - 2022 – Candidatura alla migliore sceneggiatura non originale per Dune
- Golden Globe
  - 1995 – Candidatura alla migliore sceneggiatura per Forrest Gump
  - 2000 – Candidatura alla migliore sceneggiatura per Insider – Dietro la verità
  - 2006 – Candidatura alla migliore sceneggiatura per Munich
  - 2009 – Candidatura alla migliore sceneggiatura per Il curioso caso di Benjamin Button
  - 2024 – Candidatura alla miglior sceneggiatura per Killers of the Flower Moon
- Premio BAFTA
  - 1995 – Candidatura alla migliore sceneggiatura non originale per Forrest Gump
  - 2009 – Candidatura alla migliore sceneggiatura non originale per Il curioso caso di Benjamin Button
  - 2019 – Candidatura alla migliore sceneggiatura non originale per a Star Is Born
  - 2022 – Candidatura alla migliore sceneggiatura non originale per Dune
- Premio Emmy
  - 2013 – Candidatura alla migliore serie drammatica per House of Cards – Gli intrighi del potere
  - 2014 – Candidatura alla migliore serie drammatica per House of Cards – Gli intrighi del potere
  - 2015 – Candidatura alla migliore serie drammatica per House of Cards – Gli intrighi del potere
  - 2016 – Candidatura alla migliore serie drammatica per House of Cards – Gli intrighi del potere
  - 2017 – Candidatura alla migliore serie drammatica per House of Cards – Gli intrighi del potere
  - 2018 – Candidatura alla migliore miniserie o serie evento per L'alienista
- Boston Society of Film Critics Award
  - 2005 – Candidatura alla migliore sceneggiatura per Munich
- Chicago Film Critics Association Award
  - 1995 – Candidatura alla migliore sceneggiatura per Forrest Gump
  - 2008 – Candidatura alla migliore sceneggiatura non originale per Il curioso caso di Benjamin Button
  - 2018 – Candidatura alla migliore sceneggiatura non originale per A Star Is Born
- Critics' Choice Awards
  - 2009 – Candidatura alla miglior sceneggiatore per Il curioso caso di Benjamin Button
  - 2012 – Candidatura alla migliore sceneggiatura non originale per Molto forte, incredibilmente vicino
  - 2019 – Candidatura alla migliore sceneggiatura non originale per A Star Is Born
  - 2021 – Candidatura al miglior film per Mank
  - 2022 – Candidatura alla migliore sceneggiatura non originale per Dune

- Saturn Award
  - 1995 – Candidatura alla migliore sceneggiatura per Forrest Gump
  - 2009 – Candidatura alla migliore sceneggiatura per Il curioso caso di Benjamin Button